# Fugèreville
Fugèreville est une municipalité du Québec située dans la municipalité régionale de comté de Témiscamingue de la région administrative Abitibi-Témiscamingue.

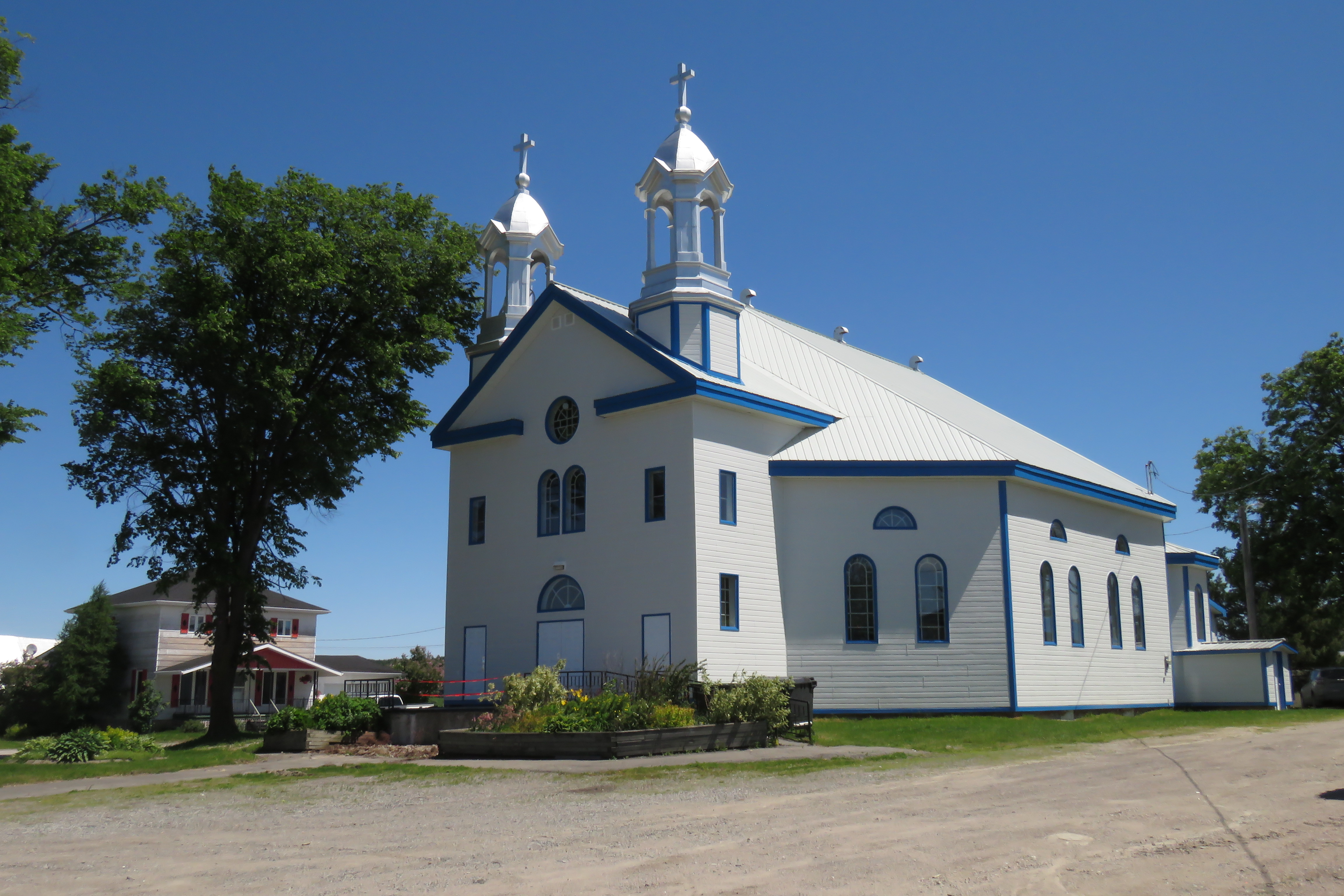
Église Notre-Dame-du-Mont-Carmel, classée au patrimoine immobilier du Québec

## Toponymie
Cette localité a été nommée en l'honneur de l'abbé Joseph-Armand Fugère, le fondateur de la paroisse catholique au début du XXe siècle.
- Gentilé : Fugèrevillois, Fugèrevilloise

## Histoire
- 5 février 1904 : fondation des cantons unis de Laverlochère-et-Baby.
- 1921: Les cantons unis de Laverlochère-et-Baby deviennent la municipalité de Fugèreville.

## Démographie
| 1991 | 1996 | 2001 | 2006 | 2011 | 2016 |
| ---- | ---- | ---- | ---- | ---- | ---- |
| 398  | 376  | 345  | 301  | 329  | 326  |

## Administration
Les élections municipales se font en bloc pour le maire et les six conseillers.
| Fugèreville Maires depuis 2001                                                                                       |                  |         |          |
| Élection | Maire            | Qualité | Résultat |
| 2001 | André Pâquet     |         | Voir     |
| 2005 | Kim Gauthier     |         | Voir     |
| 2009 | André Pâquet (2) |         | Voir     |
| 2013 | André Pâquet (2) | Voir    |          |
| 2017 | André Pâquet (2) | Voir    |          |
| 2021 | André Pâquet (2) | Voir    |          |
| Élection partielle en italique Depuis 2005, les élections sont simultanées dans toutes les municipalités québécoises |                  |         |          |